# درس موسيقى

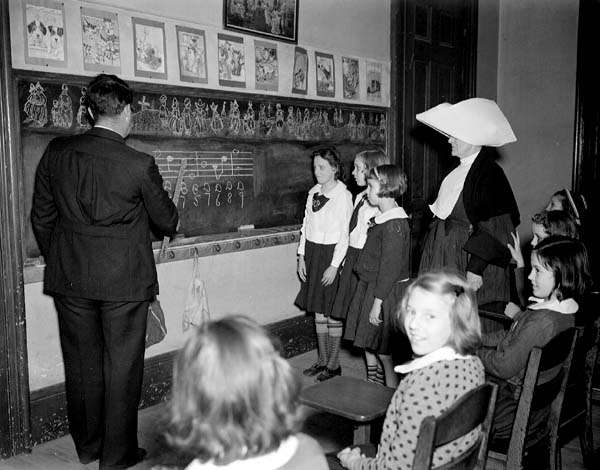

دروس الموسيقى هي نوع من التعليمات الرسمية في العزف على الآلات الموسيقية والغناء. عادةً، الطالب الذي يأخذ درس الموسيقى يقابل معلم الموسيقى في جلسات تدريب فردية تتراوح ما بين ثلاثين دقيقة إلى ساعة على مدى فترة من أسابيع أو سنوات.
بالنسبة لدروس الصوتيات، فإن الأساتذة يعلمون الطلاب كيفية الجلوس والوقوف والتنفس، وكيف يموضعون الرأس، الصدر والفم للحصول على نغمة صوت جيدة. بالنسبة لدروس الآلات الموسيقية فإن الأساتذة يعلمون الطلاب كيفية الجلوس والوقوف مع الآلة، كيف يمسكون الآلة وكيفية التلاعب بأصابعهم وأجزاء الجسم الأخرى لإصدار النغمات والأصوات من الآلة الموسيقية. ويخصص أساتذة الموسيقى أيضاً تمارين تقنية، مقطوعات موسيقية ونشاطات أخرى لمساعدة الطلاب على تحسين مهاراتهم الموسيقية.
```
بينما معظم الدروس الموسيقية هي دروس فردية (خصوصية)، هنالك أيضاً بعض المعلِّمين يدرسون طلاب في مجموعات مكونة من طالبين إلى أربع طلاب (دروس شبه خصوصية)، وأيضاً، من أجل التعليمات الأساسية جداً، بعض الآلات الموسيقية يتم تعليمها في دروس مكونة مجموعات كبيرة من الطلاب، مثل البيانو والغيتار الصوتي.
```

ومنذ أن هناك توافر الواسع النطاق للإنترنت عالي السرعة ذو زمن الانتقال المنخفض، فإنه يمكن أيضاً إجراء دروس خصوصية من خلال دردشة فيديو مباشر باستخدام كاميرات الويب، الميكروفونات والمحادثة المرئية عبر الإنترنت.
دروس الموسيقى هي جزء من كل من تعليمات موسيقية غير إحترافية (للهُوَاة) وتدريب إحترافي.
ففي سياق الموسيقى الترفيهية والغير إحترافية كلا البالغين والأطفال يأخذون دروساً موسيقية لتحسين غنائهم وتقنياتهم المتوسطة. أما في سياق التدريب الإحترافي، مثل المعاهد الموسيقية وبرامج أداء الموسيقى الجامعية، حيث يطمح الطلاب إلى مهنة كموسيقيين محترفين، يأخذون دروس موسيقى مرة أسبوعياً لمدة ساعة أو أكثر تحت إشراف بروفيسور موسيقى على مدى سنوات، ليتعلموا تقنيات عزف وغناء متقدمة.
العديد من العازفين والمغنين، من ضمنهم عدد من من مشاهير موسيقى البوب تعملوا الموسيقى «بواسطة آذانهم»، خصوصاً في أنماط الموسيقى الشعبية مثل البلوز وأنماط الموسيقى الرائجة مثل موسيقى الروك. مع ذلك، حتى في أساليب الموسيقى الشعبية والرائجة، عدد من المؤدّين حصلوا على نوع ما من دروس الموسيقى، كمقابلة مدرب في الصوتيات أو الحصول على تعليمات في الآلات الموسيقية كالبيانو في فترة طفولتهم.

## وضعية الجسد
في دروس الصوتيات، يعلم الأساتذة الطلاب كيفية الجلوس والوقوف والتنفس، وكيف يجعلون وضعية الرأس والفم مناسبة للحصول على نغمة صوت جيدة. أما في دروس الآلات الموسيقية، يعلم الأساتذة الطلاب كيفية الجلوس والوقوف مع الآلة، كيفية مسك الآلة، وكيفية التلاعب بالأصابع وأجزاء الجسم الأخرى لإصدار النغمات والأصوات من الآلة الموسيقية. بالنسبة لبعض الآلات الموسيقية، يقوم المدرسين بتدريب الطلاب على استخدام القدمين أيضاً، كما في حالة البيانو أو الآلات الموسيقية اللوحية اللتي تمتلك صماماً منظماً أو دوّاسات داعمة -في البيانو-، لوحة مفاتيح الدَّوس على الجزء الأنبوبي، وبعض الطبول والصناج (أداة موسيقية) في عدة الطبلة مثل دواسة الطبلة النحاسية ودواسة ال هاي-هات الخاصة بالصنج.
```
وبالإضافة إلى تعليم العزف بالإستعانة بالأصابع، يقدم المدرسون أنواعا أخرى من التعليمات. فعازف الغيتار يتعلم كيفية مداعبة الأوتار والنقر على الأوتار؛ وعازفوا آلات النفخ يتعلمون التحكم بالتنفس ووضع الشفتين، أما المغنون فيتعلمون كيف يحققون أقصى استفادة من حبالهم الصوتية من دون إيذاء الحنجرة أو الحبال الصوتية.
```

وأيضاً يقوم المعلمون بتعليم الطلاب كيف يحققون الوقفة الصحيحة لنتائج عزف أكثر فاعلية وكفاءة. وبالنسبة لجميع الآلات الموسيقية، أفضل طريقة لتحريك الأصابع والذراعين لتحقيق التأثير المرغوب هي تعلم العزف بأقل توتر في اليدين والجسم. وهذا أيضاً يمنع تكوين عادة من الممكن أن تسبب إصابة عضلية أو هيكلية. على سبيل المثال، عندما تعزف البيانو، التصبيع- أي أصبع تضع على أي مفتاح- هو مهارة يتم تعلمها ببطء كلما تطور الطالب، وهناك العديد من التقنيات القياسية التي يمكن أن يمررها المعلم.
هناك العديد من الخرافات والمفاهيم الخاطئة بين أساتذة الموسيقى، خصوصاً في التقليد الكلاسيكي الغربي حول الوقفة «الجيدة» والوقفة «السيئة».
فالطلاب الذين يجدون أن العزف على آلاتهم يسبب ألماً جسدياً، يجب أن ينبهوا مدرسهم بهذا، حيث أنه من الممكن أن تكون هناك مخاطر صحية جدية، لكن هذا غالباً ما يتم تجاهله عند تعلم عزف إحدى الآلات الموسيقية.
فتعلمك لكيفية استخدام جسدك بحيث يكون أو لا بالطريقة التي خلق الجسد ليعمل بها من الممكن ان تعني إصابة معيقة، أو التمتع مدى الحياة.
العديد من مدرسي الموسيقى يحذرون الطلاب حول أخذ مبدأ «لا ألم، لا ربح» كردّ مقبول من مدرس الموسيقى خاصتهم بخصوص الشكوى من الألم الجسدي.
```
حصل الإهتمام حول الإصابات المتعلقة باستخدام الآلات وبيئة العمل للموسيقيّ على المزيد من القبول السائد في السنوات الأخيرة.حيث أن الموسيقيين بدأوا وبشكل متزايد يتوجهون إلى أطباء متخصصين، معالجين طبيعيين وتقنيات متخصصة للتخفيف من الألم ومنع الإصابات الخطيرة. ويوجد هناك تعدد في هذه التقنيات الخاصة لتعدد الصعوبات المحتمل مواجهتها، و"
تقنية ألكسندر
"ّهي فقط مثال واحد بسيط على هذه المنهجيات المتخصصة.
[
1
]
```

## النظرية والتاريخ
من أجل الفهم الكلي في الموسيقى المعزوفة، يجب على الطلاب تعلم أساسيات نظرية الموسيقى الأساسية، بالتزامن مع تدوين الموسيقى، يتعلم الطالب تقنيات الإيقاع -مثل التحكم بسرعة الإيقاع، وإدراك شارة التوقيت، ونظرية التناغم والإنسجام، متضمناً الشارة الموسيقية للمفاتيح والأوتار. بالإضافة إلى النظرية الأساسية، المعلم الجيد يؤكد على الموسيقية أو كيف تجعل الموسيقى تبدو جيدة. وهذا يتضمن كيف تخلق نغمة جيدة ومرضية، كيف تقوم بصياغة الموسيقى، وكيف تستخدم الديناميكيات (علوّ ورقّة الصوت) لتصنع مقطوعة أو أغنية أكثر تعبيراً.
معظم دروس الموسيقى تتضمن بعض التعليمات في تاريخ نوع من الموسيقى، فعندما يأخذ الطالب دروساً في الموسيقى الكلاسيكية الغربية، يمضي أساتذة الموسيقى عادةً وقتاً إضافياً لشرح عصور الموسيقى الكلاسيكية الغربية المختلفة، مثل حقبة الباروك، الحقبة الكلاسيكية، الحقبة الرومنسية، وحقبة الموسيقى الكلاسيكية المعاصرة؛ لأن كل حقبة مرتبطة بأنماط مختلفة من الموسيقى وتقنيات مختلفة للتمرين على الأداء.
فالموسيقى المعزوفة من حقبة الباروك كانت تعزف عادةً في بداية الألفية الحالية، كتعليم مقطوعات موسيقية لطلاب البيانو، وطلاب الآلات الوترية وآلات النفخ. فإذا حاول الطلاب عزف مقطوعات الباروك بقراءة النوتات فقط، هم ربما لن يحصلوا على النوع الصحيح من الأداء. مع هذا، بمجرد أن يتعلم الطالب أن معظم موسيقى الباروك المعزوفة كانت مرتبطة برقصات، متل رقصة الجافوت والساراباندة، وأن موسيقى لوحة المفاتيح من حقبة الباروك كانت تعزف على البيان القيثاري أو على جزء أنبوبي.
```
طالب الوقت الحاضر قادر بشكل أفضل على فهم كيف يجب أن تُعزف المقطوعة. فإذا -على سبيل المثال- تم تخصيص الجافوت التي كانت مكتوبة أصلاً ليتم عزفها على البيان القيثاري لعازف التشيلو، فهذا يعطيه تبصُّراً في كيفية عزف هذه المقطوعة. ومنذ أنها رقصة، فيجب أن تمتلك وتيرة منتظمة وواضحة بدلاً من سرعة الإيقاع المتغير لنمط موسيقى الحقبة الرومنسية، كما وأيضاً، منذ أنها كانت مكتوبة في الأصل للبيان القيثاري، الآلة الموسيقية ذات الصوت الخفيف والتي تُنقَر فيها الأوتار بريشة العازف، فهذا يدل على أن النغمات يجب أن تُعزَف بانخفاض نسبياً، وبوجود مسافات بين كل نوتة وأخرى.
```

## تمارين تقنية
على الرغم من أنه غير مقبول عالمياً، إلّا أن العديد من الأساتذة يدربون الطلاب بالعزف المتكرر لنمط أو أسلوب محدد، مثل المقاييس، الأصوات التتابعية والإيقاع.
يتم تعليم المقاييس عادة بصفتها حجر الأساس ل اللحن في معظم الفنون الموسيقية الغربية. بالإضافة إلى أن هنالك دراسات مرونة، مما يجعل العزف على الآلة الموسيقية أسهل جسديًا.
```
فتستخدم آلات القرع مبادئ أولية تساعد في تطوير أساليب الإمساك بالعصيّ، تقنيات اللفّ والفروق الدقيقة الأخرى.
هناك مجموعة من التمارين لعازفي البيانو مصممة لتمديد الإتصال بين الخنصر والبنصر مما يجعلهما أكثر استقلالية. وتمارين الشفاه لعازفي الآلات النحاسية، والتي هي تغييرات غير مفصلية في وضع الشفتين. ويمتلك عازفوا آلات النفخ الخشبية (الساكسفون، الكلارينيت والفلوت) تمارين متعددة لتساعدهم في تقنيات اللسان، براعة وخفة الأصابع، وتطوير النغمة. وقد تم كتابة كتب كاملة من الدراسات الفنية لهذا الغرض. 
```

## المقطوعات الموسيقية
يعيّن المدرسون عادةً مقطوعات موسيقية (أو أغانٍ لطلاب الصوتيات) تتزايد صعوبتها تتدريجياً.
و إلى جانب استخدام مقطوعات لتعليم الأساسيات الموسيقية المختلفة (الإيقاع، التناغم، النغمة...الخ) وتعليم عناصر أسلوب العزف (أو الغناء) الجيد، يُلهِم المعلم الجيد أيضاً المزيد من المهارات غير المحسوسة متل التعبير والعلاقة الموسيقية.
المقطوعات الموسيقية (أو الأغاني) هي أكثر متعة من تمارين المقاييس أو النظريات بالنسبة لمعظم الطلاب، مع التأكيد على أن تعلم مقطوعات جديدة عادةً ما يكون متطلباً للمحافظة على تحفز الطالب، مع ذلك، يجب على المعلم أن لا يفرط في تلبية رغبات الطلاب لمقطوعات «المرح».
عادةً ما تكون فكرة الطالب عن موسيقى «المرح» هي خيارات صوتية رائجة، تسجيلات صوتية لفيلم أو أغنية برنامج تلفزيوني، الخ.. بينما يمكن أن يتم تأدية بعض مقطوعات «المرح»، يجب على المقطوعة الموسيقية أن تكون مُختارة لأغراض تعليمية، مثل تحدي الطلاب وصقل مهاراتهم. حيث أنه يجب على الطلاب أن يتعلموا شيئاً من كل مقطوعة يعزفونها. بالإضافة، لكي يكون الطلاب مُلِمّين بشكل كامل فإنه يجب عليهم أن يعزفوا العديد من أنواع المقطوعات التي كتبها ملحنين وكاتبين أغاني من حِقَب مختلفة، تتراوح من موسيقى عصر النهضة إلى مقطوعات من القرن العشرين والقرن الواحد والعشرين. وبهذا يتكون لديهم مخزون متنوع يزيد من فهم ومهارات الطالب الموسيقية .

## الفحص
```
التقييم الخارجي لتقدم التلميذ من خلال الفحص المنتظم هو مقياس شائع لقياس التقدم، خاصةً للأطفال. حيث أن عدد من الإمتحانات تساعد التلميذ في نظرية أو ممارسة الموسيقى، وهذه الامتحانات متاحة لكل آلات العزف تقريباً.
```

طريقة أخرى شائعة للتقييم هي الإمتحانات المتدرجة -على سبيل المثال من الصف الأول (المبتدئ) إلى الصف الثامن (مستعد لدخول دراسات عليا في المدرسة الموسيقية). بعض الأساتذة يفضلون طرق أخرى من الهدف الموضوع لطلابهم. وأكثر طريقة شائعة للتقييم هي حفلة الطالب، حيث تعطيه خبرة في العزف تحت درجة معينة من الضغط، بدون التعرض للنقد الصريح أو نظام علامات تعسفي.

## فوائد موسيقية إضافية
بعض الدراسات تقترح أن دروس الموسيقى تزود الأطفال بفوائد تنموية مهمة أكثر من كونها مجرد معرفة أو مهارة في عزف الآلة الموسيقية. الأبحاث تشير إلى أن دروس الموسيقى ربما تحسن الذكاء والتحصيل الأكاديمي، تبني احترام الذات وتحسن الإنضباط
```
دراسة حديثة أجرتها مؤسسة روكفيللير، أوجدت أن التخصصات الموسيقية حصلت على أعلى معدل من القبول للمدارس الطبية، يتبعها الكيمياء الحيوية والعلوم الإنسانية. في اختبارات 
السات
، كان المعدل الدولي 427 في النصوص الشفهية و476 في الرياضيات، وفي تفس الوقت طلاب الموسيقى حققوا 465 في النصوص الشفهية و497 في الرياضيات -أعلى ب 38 و21 نقطة-، مع ذلك العلاقة الرابطة المُلاحظة بين القدرة الموسيقية والرياضية قد تكون متأصلة أكثر من كونها مكتسبة. وأكثر من ذلك، من الممكن أن هناك رابطة بين دروس الموسيقى والتحصيل الأكاديمي.
```

المهارات التي يتم تعلمها من خلال الإنضباط الموسيقي ربما تؤدي إلى مهارات دراسية، مهارات في التواصل، ومهارات إدراكية مفيدة في كل جزء من حياة الطفل الدراسية في المدرسة. على الرغم، في دراسة-في العمق أجرتها جامهة هارفرد أُوجِدت دلائل على أن التفكير الزماني المكاني يتحسن عندما يتعلم الطفل كيف يصنع الموسيقى، وهذا النوع من التفكير يتحسن مؤقتا عند البالغين عندما يستمعون لنوع محدد من الموسيقى مثل موسيقى موزارت، وهذه النتيجة (تسمى بتأثير موزارت) تشير إلى أن الموسيقى والتفكير الزماني مرتبطان نفسياً (بمعنى آخر، كلاهما ربما يعتمد على بعض من نفس المهارات الأساسية) وربما عصبياً أيضاً.ومع ذلك، فقد حصل جدل كبير حول هذا في بحوثات لاحقة فشلت في أن تحصل على نفس النتائج الأصلية (مثل ستيل، باس وكروك، 1999)، شك كلاهما في النظرية والمنهجية المتبعة في الدراسة الأصلية (فوديس وليمبيسيس2004) واقترح أن التأثيرات المعززة للموسيقى في التجارب كانت ببساطة بسبب زيادة مستوى الإثارة (ثومبسون وسكيللينبيرغ وحسين 2001).
العلاقة بين الموسيقى وتقوية الرياضيات، الرقص، القراءة، التفكير الإبداعي ومهارات الفنون المرئية قد تم ذكرها أيضاً في الأدب (وينير، هيتلاند، سانني كما ذكر في إنجاز الفنون والأكاديمية-ماذا يُظهر الدليل 2000)، مع ذلك النتائج الحديثة للدكتور ليفيتين، جامعة إم سي جيل في مونتريال-كندا، قوَّضت العلاقة المقترحة بين القدرة الموسيقية ومهارات الرياضيات المتقدمة. وفي دراسة أجراها على مرضى مصابين بمتلازمة ويليامز (اضطراب جيني يسبب انخفاض الذكاء)، وجد أنه حتى على الرغم من أن ذكائهم كذكاء طفل صغير، لا يزالون قادرين على الوصول لمراحل متقدمة من القدرات الموسيقية بشكل غير اعتيادي.